# Nevena Senior
Nevena Senior, urodzona jako Newena Delewa  – bułgarska (do roku 1993) oraz angielska brydżystka z tytułem World Grand Master w kategorii kobiet (WBF) oraz European Grand Master (EBL).
Do roku 2005 występowała jako Nevena Deleva. Jej stałą partnerką brydżową jest Heather Dhondy. Jest profesjonalną brydżystką i nauczycielką brydża.
Ma męża Briana, syna Kirila i córkę Katyę.

## Wyniki brydżowe

### Olimpiady
Na olimpiadach uzyskała następujące rezultaty:
| Olimpiady brydżowe. Zawody teamów | Olimpiady brydżowe. Zawody teamów | Olimpiady brydżowe. Zawody teamów | Olimpiady brydżowe. Zawody teamów | Olimpiady brydżowe. Zawody teamów | Olimpiady brydżowe. Zawody teamów |
| Rok                               | Miejsce                           | Zawody                            | Kategoria                         | Drużyna                           | Pozycja                           |
| --------------------------------- | --------------------------------- | --------------------------------- | --------------------------------- | --------------------------------- | --------------------------------- |
| 2012                              | Lille                             | 2 Olimpiada Sportów Umysłowych    | Kobiety                           | England                           | 1                                 |
| 2008                              | Pekin                             | 1 Olimpiada Sportów Umysłowych    | Kobiety                           | England                           | 1                                 |
| 2000                              | Maastricht                        | 11 Olimpiada Brydżowa             | Kobiety                           | England                           | 9                                 |
| 1992                              | Salsomaggiore                     | 9 Olimpiada Teamów                | Kobiety                           | Bulgaria                          | 13                                |
| 1988                              | Wenecja                           | 8 Olimpiada Teamów                | Kobiety                           | Bulgaria                          | 3                                 |

### Zawody światowe
W światowych zawodach zdobyła następujące lokaty:
| Mistrzostwa Świata. Konkurencja teamów | Mistrzostwa Świata. Konkurencja teamów | Mistrzostwa Świata. Konkurencja teamów | Mistrzostwa Świata. Konkurencja teamów | Mistrzostwa Świata. Konkurencja teamów | Mistrzostwa Świata. Konkurencja teamów |
| Rok                                    | Miejsce                                | Zawody                                 | Kategoria                              | Drużyna                                | Pozycja                                |
| -------------------------------------- | -------------------------------------- | -------------------------------------- | -------------------------------------- | -------------------------------------- | -------------------------------------- |
| 2013                                   | Nusa Dua                               | 41. Mistrzostwa Świata Teamów          | Kobiety                                | England                                | 2                                      |
| 2011                                   | Pekin                                  | SportAccord World Mind Games           | Kobiety                                | Great Britain                          | 2                                      |
| 2011                                   | Veldhoven                              | 40 Mistrzostwa Świata Teamów           | Kobiety                                | England                                | 4                                      |
| 2007                                   | Szanghaj                               | 38 Mistrzostwa Świata Teamów           | Trans                                  | Fireworks                              | 108                                    |
| 2006                                   | Werona                                 | 12 Mistrzostwa Świata                  | Kobiety                                | Penfold                                | 25                                     |
| 2003                                   | Monte Carlo                            | 36 Mistrzostwa Świata Teamów           | Trans                                  | Bridge Plus                            | 34                                     |
| 2003                                   | Monte Carlo                            | 36 Mistrzostwa Świata Teamów           | Kobiety                                | England                                | 10                                     |
| 2000                                   | Maastricht                             | 11 Olimpiada Brydżowa                  | Miksty                                 | Senior                                 | 20                                     |
| 2000                                   | Southampton                            | 34 Mistrzostwa Świata Teamów           | Trans                                  | Rohan K                                | 21                                     |

| Mistrzostwa Świata. Konkurencja par | Mistrzostwa Świata. Konkurencja par | Mistrzostwa Świata. Konkurencja par | Mistrzostwa Świata. Konkurencja par | Mistrzostwa Świata. Konkurencja par | Mistrzostwa Świata. Konkurencja par |
| Rok                                 | Miejsce                             | Zawody                              | Kategoria                           | Partner                             | Pozycja                             |
| ----------------------------------- | ----------------------------------- | ----------------------------------- | ----------------------------------- | ----------------------------------- | ----------------------------------- |
| 2011                                | Pekin                               | SportAccord World Mind Games        | Kobiety                             | Heather Dhondy                      | 4                                   |
| 2006                                | Werona                              | 12 Mistrzostwa Świata               | Kobiety                             | Janine Ford                         | 55                                  |
| 2006                                | Werona                              | 12 Mistrzostwa Świata               | Miksty                              | Geoffrey Wolfarth                   | 56                                  |

| Mistrzostwa Świata. Konkurencja indywidualna | Mistrzostwa Świata. Konkurencja indywidualna | Mistrzostwa Świata. Konkurencja indywidualna | Mistrzostwa Świata. Konkurencja indywidualna | Mistrzostwa Świata. Konkurencja indywidualna | Mistrzostwa Świata. Konkurencja indywidualna |
| Rok                                          | Miejsce                                      | Zawody                                       | Kategoria                                    | Pozycja                                      |                                              |
| -------------------------------------------- | -------------------------------------------- | -------------------------------------------- | -------------------------------------------- | -------------------------------------------- | -------------------------------------------- |
| 2011                                         | Pekin                                        | SportAccord World Mind Games                 | Kobiety                                      | 14                                           |                                              |

### Zawody europejskie
W europejskich zawodach zdobyła następujące lokaty:
| Zawody europejskie. Konkurencja teamów | Zawody europejskie. Konkurencja teamów | Zawody europejskie. Konkurencja teamów | Zawody europejskie. Konkurencja teamów | Zawody europejskie. Konkurencja teamów | Zawody europejskie. Konkurencja teamów |
| Rok                                    | Miejsce                                | Zawody                                 | Kategoria                              | Drużyna                                | Pozycja                                |
| -------------------------------------- | -------------------------------------- | -------------------------------------- | -------------------------------------- | -------------------------------------- | -------------------------------------- |
| 2012                                   | Dublin                                 | 51. Mistrzostwa Europy Teamów          | Kobiety                                | England                                | 1                                      |
| 2010                                   | Ostenda                                | 50 Mistrzostwa Europy Teamów           | Kobiety                                | England                                | 5                                      |
| 2009                                   | San Remo                               | 4 Otwarte Mistrzostwa Europy           | Kobiety                                | Penfold                                | 5                                      |
| 2009                                   | San Remo                               | 4 Otwarte Mistrzostwa Europy           | Miksty                                 | De Botton                              | 3                                      |
| 2008                                   | Pau                                    | 49 Mistrzostwa Europy Teamów           | Kobiety                                | England                                | 9                                      |
| 2007                                   | Antalya                                | 3 Otwarte Mistrzostwa Europy           | Miksty                                 | De Botton                              | 3                                      |
| 2007                                   | Antalya                                | 3 Otwarte Mistrzostwa Europy           | Kobiety                                | Penfold                                | 2                                      |
| 2005                                   | Teneryfa                               | 2 Otwarte Mistrzostwa Europy           | Miksty                                 | Penfold                                | 17                                     |
| 2005                                   | Teneryfa                               | 2 Otwarte Mistrzostwa Europy           | Kobiety                                | Penfold                                | 13                                     |
| 2003                                   | Mentona                                | 1 Otwarte Mistrzostwa Europy           | Miksty                                 | Penfold                                | 20                                     |
| 2003                                   | Mentona                                | 1 Otwarte Mistrzostwa Europy           | Kobiety                                | Senior                                 | 9                                      |
| 2003                                   | Mentona                                | 1 Otwarte Mistrzostwa Europy           | Open                                   | Senior                                 | 5                                      |
| 2002                                   | Salsomaggiore                          | 46 Mistrzostwa Europy Teamów           | Kobiety                                | England                                | 3                                      |
| 2002                                   | Ostenda                                | 7 Mistrzostwa Europy Mikstów           | Miksty                                 | Senior                                 | 42                                     |
| 1998                                   | Akwizgran                              | 5 Mistrzostwa Europy Mikstów           | Miksty                                 | Capucho                                | 50                                     |
| 1994                                   | Barcelona                              | 3 Mistrzostwa Europy Mikstów           | Miksty                                 | Deleva                                 | 51                                     |
| 1993                                   | Mentona                                | 41 Mistrzostwa Europy Teamów           | Kobiety                                | Bulgaria                               | 10                                     |
| 1989                                   | Turku                                  | 39 Mistrzostwa Europy Teamów           | Kobiety                                | Bulgaria                               | 7                                      |
| 1987                                   | Brighton                               | 38 Mistrzostwa Europy Teamów           | Kobiety                                | Bulgaria                               | 8                                      |

| Zawody europejskie. Konkurencja par | Zawody europejskie. Konkurencja par | Zawody europejskie. Konkurencja par | Zawody europejskie. Konkurencja par | Zawody europejskie. Konkurencja par | Zawody europejskie. Konkurencja par |
| Rok                                 | Miejsce                             | Zawody                              | Kategoria                           | Partner                             | Pozycja                             |
| ----------------------------------- | ----------------------------------- | ----------------------------------- | ----------------------------------- | ----------------------------------- | ----------------------------------- |
| 2009                                | San Remo                            | 4 Otwarte Mistrzostwa Europy        | Kobiety                             | Sandra Penfold                      | 17                                  |
| 2009                                | San Remo                            | 4 Otwarte Mistrzostwa Europy        | Miksty                              | Nicklas Sandqvist                   | 169                                 |
| 2007                                | Antalya                             | 3 Otwarte Mistrzostwa Europy        | Miksty                              | Nicklas Sandqvist                   | 14                                  |
| 2007                                | Antalya                             | 3 Otwarte Mistrzostwa Europy        | Kobiety                             | Sandra Penfold                      | 2                                   |
| 2005                                | Teneryfa                            | 2 Otwarte Mistrzostwa Europy        | Mikst                               | Geoffrey Woltfarth                  | 185                                 |
| 2005                                | Teneryfa                            | 2 Otwarte Mistrzostwa Europy        | Kobiety                             | Sandra Penfold                      | 12                                  |
| 2003                                | Mentona                             | 1 Otwarte Mistrzostwa Europy        | Kobiety                             | Sandra Penfold                      | 30                                  |
| 2003                                | Mentona                             | 1 Otwarte Mistrzostwa Europy        | Mikst                               | Geoffrey Woltfarth                  | 211                                 |
| 2002                                | Ostenda                             | 7 Mistrzostwa Europy Mikstów        | Mikst                               | Georgi Stamatow                     | 147                                 |
| 2001                                | Teneryfa                            | 45 Mistrzostwa Europy Teamów        | Kobiety                             | Sandra Penfold                      | 37                                  |
| 2000                                | Bellaria                            | 6 Mistrzostwa Europy Mikstów        | Mikst                               | David Mossop                        | 175                                 |
| 1999                                | Malta                               | 44 Mistrzostwa Europy Teamów        | Kobiety                             | Sarah Teshome                       | 3                                   |
| 1998                                | Akwizgran                           | 5 Mistrzostwa Europy Mikstów        | Mikst                               | Nisan Rand                          | 72                                  |
| 1995                                | Vilamoura                           | 42 Mistrzostwa Europy Teamów        | Kobiety                             | Daniella Grigorova                  | 11                                  |
| 1994                                | Barcelona                           | 3 Mistrzostwa Europy Mikstów        | Miksty                              | Alexander Cheprokov                 | 129                                 |
| 1993                                | Mentona                             | 4 Mistrzostwa Europy Kobiet         | Kobiety                             | Desisława Popowa                    | 37                                  |
| 1993                                | Bielefeld                           | 7 Mistrzostwa Europy Par            | Open                                | Svetomir Gotsov                     | 228                                 |
| 1990                                | Bordeaux                            | 1 Mistrzostwa Europy Mikstów        | Mikst                               | L. Kreserv                          | 222                                 |
| 1989                                | Turku                               | 39 Mistrzostwa Europy Teamów        | Kobiety                             | Matiłda Popliłow                    | 3                                   |
| 1987                                | Brighton                            | 4 Mistrzostwa Europy Par            | Kobiety                             | Matiłda Popliłow                    | 1                                   |

## Klasyfikacja
- Nevena Senior – klasyfikacja WBF (ang.)
- Nevena Senior – klasyfikacja EBL (ang.)